# Latidens salimalii
Il pipistrello di Salim Ali (Latidens salimalii Thonglongya, 1972) è un pipistrello appartenente alla famiglia degli Pteropodidi, unica specie del genere Latidens (Thonglongya, 1972), endemico dell'India meridionale.

## Etimologia
Il termine generico deriva dalla combinazione delle due parole latine lati-, largo e -dens, dente con riferimento alla particolare morfologia dei denti masticatori. Il termine specifico prende invece il nome dal famoso ornitologo indiano Sálim Ali.

## Descrizione

### Dimensioni
Pipistrello di medie dimensioni, con lunghezza dell'avambraccio tra 59,1 e 70,9 mm, la lunghezza della testa e del corpo tra 102 e 109 mm e un peso fino a 69 g.

### Caratteristiche craniche e dentarie
Il cranio ha un rostro accorciato, il processo post-orbitale corto e l'assenza dei fori post-orbitali. Le creste temporali sono poco definite. La regione inter-orbitale e post-orbitale è relativamente ampia. Il palato è stretto anteriormente, per poi allargarsi all'altezza dei denti masticatori posteriori. Sono presenti su di esso 13 creste, delle quali le prime quattro sono continue, mentre le altre sono separate al centro. I denti masticatori superiori sono larghi e corti, particolarmente l'ultimo premolare.
Sono caratterizzati dalla seguente formula dentaria:

### Aspetto
La pelliccia è corta e soffice. Le parti dorsali sono bruno-nerastre, mentre la testa è simile ma leggermente brizzolata tra gli occhi e sulle guance. La regione anale, i fianchi e gli avambracci sono cosparsi di peli castani. Le parti ventrali sono simili al dorso ma con peli più corti e sparsi, particolarmente sul mento e sul collo. Il muso è corto e largo, con le narici tubulari e separate tra loro da un profondo solco. Le orecchie sono scure e con la punta arrotondata. Le membrane alari sono nerastre, mentre le dita sono più chiare nella parte ventrale. L'artigli sono color avorio. È privo di coda, mentre l'uropatagio è ridotto ad una sottile membrana lungo la parte interna degli arti inferiori.

## Biologia

### Comportamento
Individui sono stati osservati all'interno di grotte durante il giorno.

### Alimentazione
Si nutre di frutti di Prunus ceylanicus, Eleocarpus oblongus, Eleocarpus serratus, Eleocarpus tuberculatus, Dichapetalum gelanioides e diverse specie native di Ficus.

### Riproduzione
Le femmine partoriscono probabilmente verso la fine di maggio e i primi giorni di giugno.

## Distribuzione e habitat
Questa specie è limitata a tre località dell'India meridionale: nella Periyar Tiger Reserve, nello stato del Kerala, nelle High Wavy Mountains e nelle Anamalai Hills, entrambe nello stato del Tamil Nadu.
Vive nelle foreste sempreverdi montane e nelle piantagioni di Caffè e Cardamomo tra gli 800 e i 1.100 metri di altitudine.

## Conservazione
La IUCN Red List, considerato l'Areale ristretto, la popolazione frammentata e il continuo degrado del proprio habitat, classifica L. salimalii come specie in pericolo di estinzione (Endangered).